# Eucosmogastra anthochroa
Eucosmogastra anthochroa är en fjärilsart som beskrevs av Diakonoff 1975. Eucosmogastra anthochroa ingår i släktet Eucosmogastra och familjen vecklare. Inga underarter finns listade i Catalogue of Life.